# NGC 5476
NGC 5476 est une galaxie spirale située dans la constellation de la Vierge. Sa vitesse par rapport au fond diffus cosmologique est de 2 927 ± 19 km/s, ce qui correspond à une distance de Hubble de 43,2 ± 3,0 Mpc (∼141 millions d'al). NGC 5476 a été découverte par l'astronome germano-britannique William Herschel en 1785.
On voit à peine le début d'une barre sur l'image obtenue des données du relevé Pan-STARRS, aussi la classification de spirale intermédiaire par les bases de données NASA/IPAC et HyperLeda ne semble pas convenir à cette galaxie. Quant à la classification de type magellanique, elle est erronée, car on voit nettement la présence de plus d'un bras spiral sur l'image.
La classe de luminosité de NGC 5476 est IV-V et elle présente une large raie HI.